# Erik Erikson
Erik Homburger Erikson (15. června 1902, Frankfurt nad Mohanem – 12. května 1994 Harwich, Massachusetts, USA) byl německý psycholog židovského původu, který je pokládán za stoupence neofreudismu. Jednalo se o německo-amerického psychoanalytika a zástupce psychoanalytické ichpsychologie. Proslavil se především epigenetickým diagramem. Byl 12. nejcitovanějším psychologem ve 20. století.

## Život
Narodil se jako dítě židovské matky, jako důsledek jejího mimomanželského vztahu. První tři roky vyrůstal ve Frankfurtu nad Mohanem se svou matkou Karlou Abrahamsenovou. V roce 1905 se jeho matka vdala za židovského dětského lékaře Theodora Homburgra, který se o něj postaral. Rodina se přestěhovala do Karlsruhe. Zde Erik navštěvoval po škole uměleckou akademii, cestoval po celé Evropě a ve Vídni se seznámil s Annou Freudovou. Díky tomu se v něm probudil zájem o psychoanalýzu. Zanechal malování, začal studovat analýzu a stal se z něj psychoanalytik. Ve Vídni poznal svoji budoucí manželku, kanadskou učitelku tance, Joanu Sersonovou. Potom, co se v roce 1933 v Německu ujali moci národní socialisté, emigroval z Vídně přes Kodaň do Spojených států amerických a v roce 1939 se stal americkým občanem. V USA absolvoval profesorské studium vývojové psychologie na elitních univerzitách Berkeley a Harvard. Zde rozvinul a zveřejnil svůj slavný psychosociální epigenetický diagram, rozšířený Freudův model psychosexuálního vývoje, vývoj člověka od narození až do smrti je v něm rozdělen do osmi fází. V každé této fázi vývojového modelu přijde specifická vývojová krize, jejímž řešením je další postup ve vývoji. Eriksonův klíčový koncept k pochopení lidské psychiky je identita, především identita vlastního já. Vedle dětské a vývojové psychologie se také zabýval etologií a napsal psychoanalyticky orientovanou biografii Martina Luthera a Gándhího, mimo jiné ve spojení s pojmem generativita (7. stupeň jeho epigenetického diagramu). Za biografii Mahátmy Gándhího obdržel v roce 1970 Pulitzerovu cenu. Vývojová psychologie Arne Stiksrudové obsahuje další výzkumy, které se vztahují k Eriksonově práci.

## Vývoj osobnosti podle E. Eriksona
Vývoj osobnosti je podle Eriksona vázán na biologické, společenské, kulturní a historické faktory ovlivňující vývoj člověka. Na každém stupni vývoje musí jedinec vyřešit základní psychologický rozpor. Po jeho vyřešení získává ctnost a pokračuje v rozvoji osobnosti.

### Etapy lidského života dle Eriksona
neboli epigenetický diagram

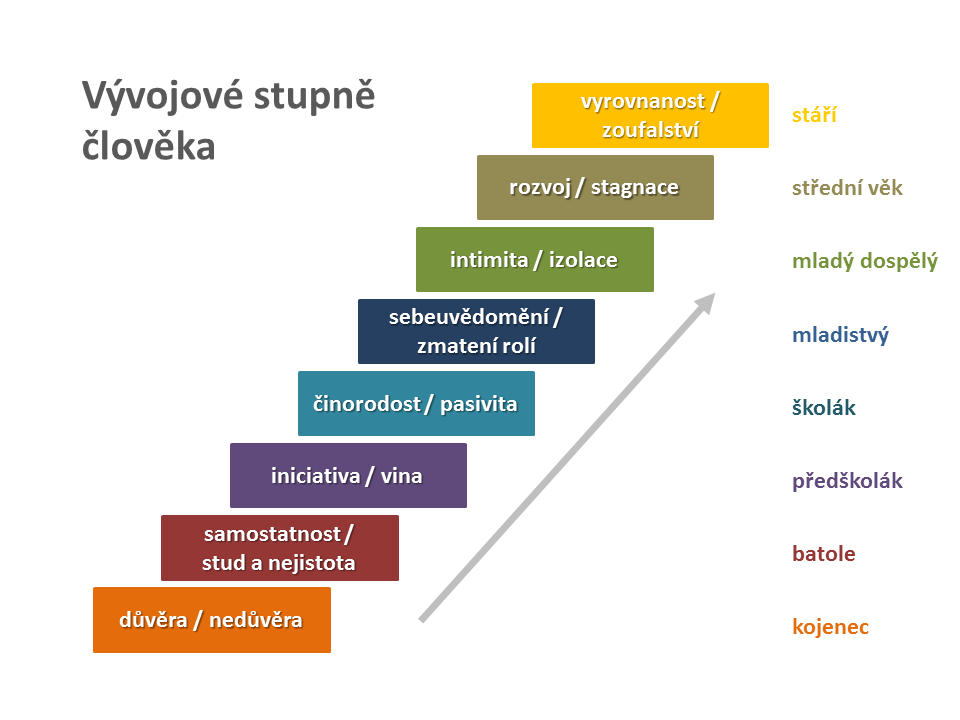
Etapy lidského života dle Eriksona

1. 0–1 rok díky péči matky získává dítě základní pocit důvěry v životě, ctností získanou v tomto období je naděje
2. 1–3 roky rozpor mezi pocitem autonomie a studu v závislosti na požadavcích okolí, rozvíjenou ctností je vůle
3. 3–6 let (předškolní věk) konflikt mezi vlastní iniciativou a pocity viny, vyvíjí se svědomí
4. 6–12 let člověk konflikt mezi snaživostí v práci a pocitem méněcennosti „vstup do života“ ctností je kompetence
5. 12–19 let (věk dospívání) hledání vlastní identity v konfliktu s nejistotou ohledně své role mezi lidmi, ctností je věrnost
6. 19–25 let (mladá dospělost) jedinec je připraven splynout s druhou osobou objevuje hranice své intimity, ctností je láska
7. 25–50 let (dospělost) pocit generavity (touha tvořit) se dostává do konfliktu s pocitem osobní stagnace, ctností je schopnost pečovat o někoho nebo něco
8. od 50 let (pozdní dospělost, stáří) pocit osobní integrity (vyrovnanosti), která se projeví přijetím vlastního života je v konfliktu s pocitem zoufalství a strachu ze smrti, ctností je moudrost.

| Přibližný věk | Rozvíjená ctnost | Konflikt                          | Významný vztah       | Existenciální otázka                    | Příklad                               |
| ------------- | ---------------- | --------------------------------- | -------------------- | --------------------------------------- | ------------------------------------- |
| 0–2 roky      | naděje           | důvěra vs. nedůvěra               | matka                | Mohu důvěřovat světu?                   | krmení, opuštění                      |
| 2–4 roky      | vůle             | samostatnost vs. stud a nejistota | rodiče               | Je v pořádku, jaký jsem?                | chození na nočník, obléknutí se       |
| 4–5 let       | cíl              | iniciativa vs. vina               | rodina               | Je v pořádku to, co dělám?              | poznávání, používání nástrojů, tvorba |
| 5–12 let      | schopnost        | činorodost vs. pasivita           | sousedství, škola    | Mohu být přínosem ve světě lidí a věcí? | škola, koníčky, sporty                |
| 13–19 let     | věrnost          | sebeuvědomění vs. zmatení rolí    | vrstevníci, vzory    | Kdo jsem? Čím mohu být?                 | sociální vztahy                       |
| 20–39 let     | láska            | intimita vs. izolace              | partneři, přátelé    | Mohu milovat?                           | romantické vztahy                     |
| 40–64 let     | péče             | rozvoj vs. stagnace               | domov, pracoviště    | Mohu se ohlédnout za životem?           | práce, partnerství                    |
| 65 let – smrt | moudrost         | vyrovnanost vs. zoufalství        | lidstvo, moji blízcí | Bylo v pořádku, jaký jsem byl?          | reflexe života                        |

## Díla (výběr)
- Einsicht und Verantwortung; Frankfurt a. M. (1964) 1971
- Identität und Lebenszyklus. Drei Aufsätze; Frankfurt a. M. 1966; 2. Aufl. 1973
- Der junge Mann Luther. Eine psychoanalytische und historische Studie. 1975.
- Gandhis Wahrheit. Über die Ursprünge der militanten Gewaltlosigkeit. 1978.
- Jugend und Krise; Stuttgart 1980
- Der vollständige Lebenszyklus; Frankfurt a. M. 1988; 2. Aufl. 1992
- Childhood and Society; New York 1950; deutsch Kindheit und Gesellschaft; Zürich 1957

### České překlady
- Životní cyklus rozšířený a dokončený. Praha: Portál , 2015. ISBN 978-80-262-0786-3
- Dětství a společnost. Praha: Portál , 2022. ISBN 978-80-262-1956-9